# Enallagma civile
Enallagma civile es  un caballito del diablo de la familia de los caballitos de alas angostas (Coenagrionidae). Enallagma civile es quizá el caballito de alas angostas de mayor distribución de Norteamérica, distribuyéndose desde el sur de Canadá hasta el norte de Sudamérica pasando por las Antillas.

## Nombre común
- Español: caballito del diablo.

## Clasificación y descripción de la especie
El género Enallagma incluye al menos 47 especies de distribución Holártica. En Norteamérica es el segundo género más rico en especies, sólo después de Argia. La cabeza es color azul con el  dorso negro, manchas azules postoculares presentes.  Tórax azul con líneas mediodorsal y humeral negras y enteras.  Abdomen azul con marcas negras como sigue: segmentos 2-5 marca dorsoapical cubriendo 0.2-0.3 de cada segmento; segmentos 6-7 marca dorso apical cubriendo 0.6-0.8 de cada segmento; segmentos 8-9 sin marcas negras; segmento 10 con marca dorsomedial.

## Distribución de la especie
Se halla en el sur de Canadá, Estados Unidos, México, Antillas, Centroamérica, Colombia y Venezuela.

## Ambiente terrestre
Vive en pozas y arroyos de corriente lenta y es especialmente adepto a colonizar hábitats acuáticos temporales o de reciente creación.

## Estado de conservación
No se considera dentro de ninguna categoría de riesgo.